# Gut Emkendorf
Das Gut Emkendorf liegt in Schleswig-Holstein in der Gemeinde Emkendorf im Kreis Rendsburg-Eckernförde. Es handelt sich um eine streng symmetrisch gestaltete Hofanlage. Außer dem Herrenhaus sind mehrere Wirtschaftsgebäude und weitere Nebengebäude erhalten. Im zugehörigen weitläufigen Landschaftspark im englischen Stil liegt der Hasensee, der früher mit dem Westensee verbunden war. Eine 250-jährige Linden- und Kastanienallee tangiert im Süden das Gutsgelände. Sie ist ein Teil der alten Chaussee von Kiel nach Rendsburg und ist seit 1936 als Naturdenkmal unter Schutz gestellt.

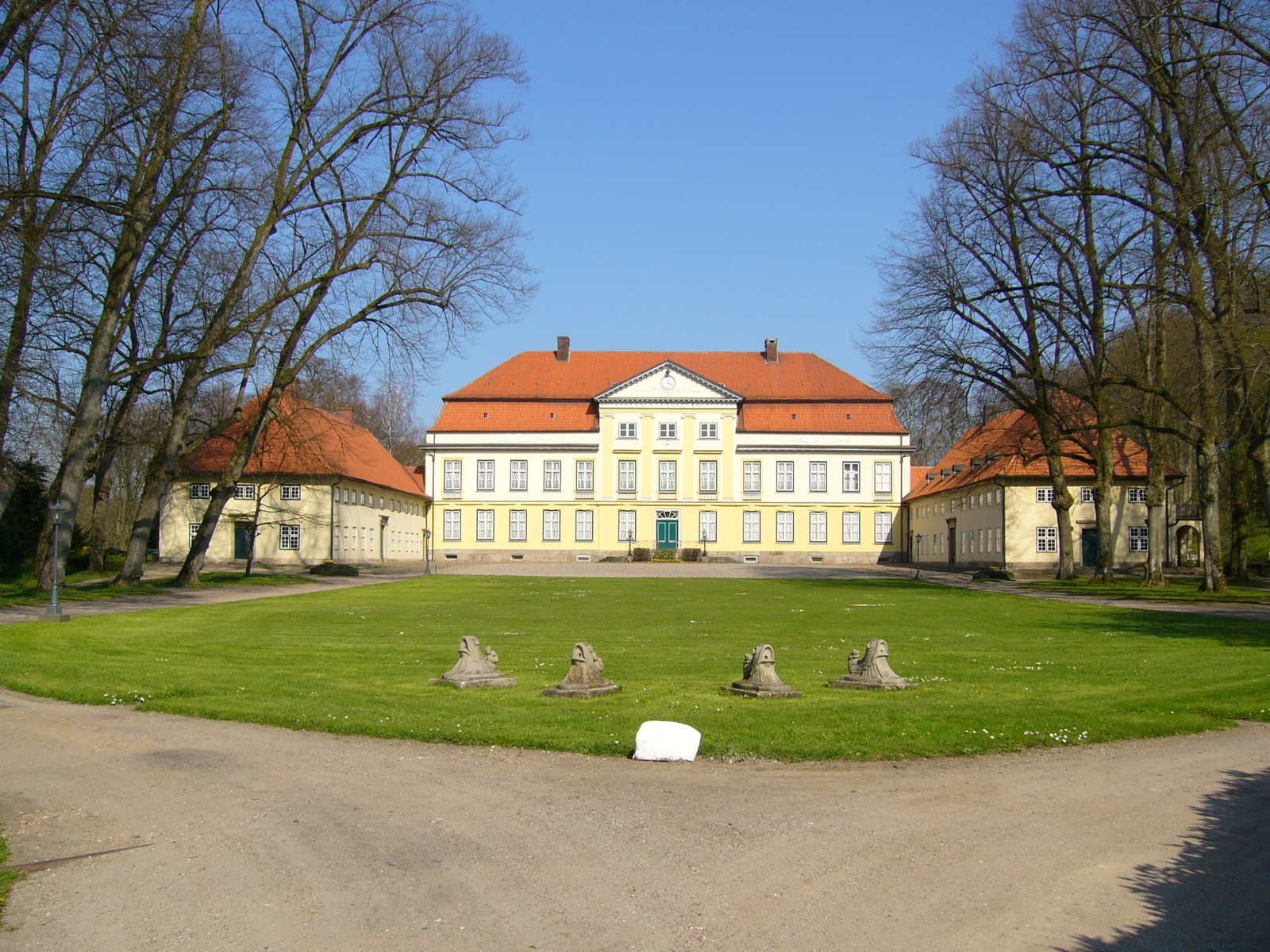
Herrenhaus und Ehrenhof des Gutes Emkendorf

## Geschichte

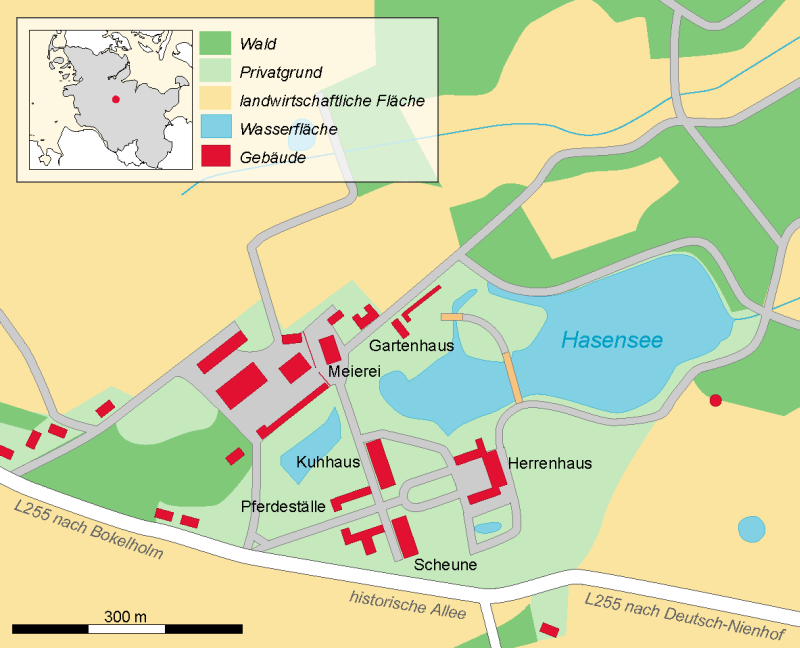
Lageplan des Gutes

Der Ort Emkendorf  fiel im Dreißigjährigen Krieg wüst. Die Ländereien zog das schon damals bestehende gleichnamige Gut ein.
Nach 1743, als das Gut Jean Henri Desmercières gehörte, wurde das Herrenhaus vollendet, das unter seinem Vorvorgänger, dem hannoverschen Feldmarschall Cuno Josua von Bülow um 1730 begonnen wurde. 1745 empfing Desmercières dort König Friedrich V. Später verkaufte er das Gut an Detlev von Reventlow, der es 1783 seinem Sohn Friedrich Karl Reventlow vererbte. Dieser war seit 1779 mit Julia, der Tochter des dänischen Schatzmeisters Heinrich Schimmelmann verheiratet. Schimmelmann war durch den atlantischen Dreieckshandel reich geworden. Bei seinem Tod 1782 erbten seine Kinder je ein Fünftel des jährlichen, von Sklaven erwirtschafteten Gewinns der karibischen Zucker-Plantagen. Dieses Geld nutzte das Ehepaar unter anderem für die reiche Ausgestaltung seines Guts.
Hier empfing Julia Reventlow eine große Zahl berühmter Persönlichkeiten der Epoche, darunter Friedrich Gottlieb Klopstock, Matthias Claudius und Johann Caspar Lavater, Friedrich Leopold zu Stolberg-Stolberg. Diese Debattierkreise, der sogenannte Emkendorfer Kreis, trugen dem Gut die Bezeichnung „Weimar des Nordens“ ein. Während der Französischen Revolution fanden zahlreiche französische Adlige Zuflucht auf dem Gut, darunter La Fayette.
Nach dem Tod von Friedrich und Julia Reventlow, die selbst kinderlos waren, erbte ihr Adoptivsohn Joseph Graf von Reventlow-Criminil Emkendorf. Das Gut war mit kurzen Unterbrechungen insgesamt von 1764 bis 1929 im Besitz der Familie Reventlow. Nach dem Tod von Adolf Cécil Graf von Reventlow-Criminil (1861–1927) musste es 1929 wegen Überschuldung verkauft werden. Käufer war die Familie Dr. Curt und Carl Heinrich, Verleger der Kieler Nachrichten. Es war das wohl größte Gut in Schleswig-Holstein und für die Verwaltung vieler umliegender Dörfer, Höfe und Seen zuständig. Bis zur Übernahme durch Preußen 1867 war das Gut auch Patrimonialgericht.
Zum Ende des Zweiten Weltkrieges wurden im Herrenhaus Kriegsflüchtlinge einquartiert, nach der Kapitulation am 8. Mai 1945 rückte eine britische Garnison in die Gebäude ein.
Heute ist das Herrenhaus in Privatbesitz. Es ist umfassend restauriert und für seine Konzerte bekannt, unter anderem im Rahmen des Schleswig-Holstein Musik Festivals.

## Die Gebäude

### Das Herrenhaus

#### Äußerer Bau

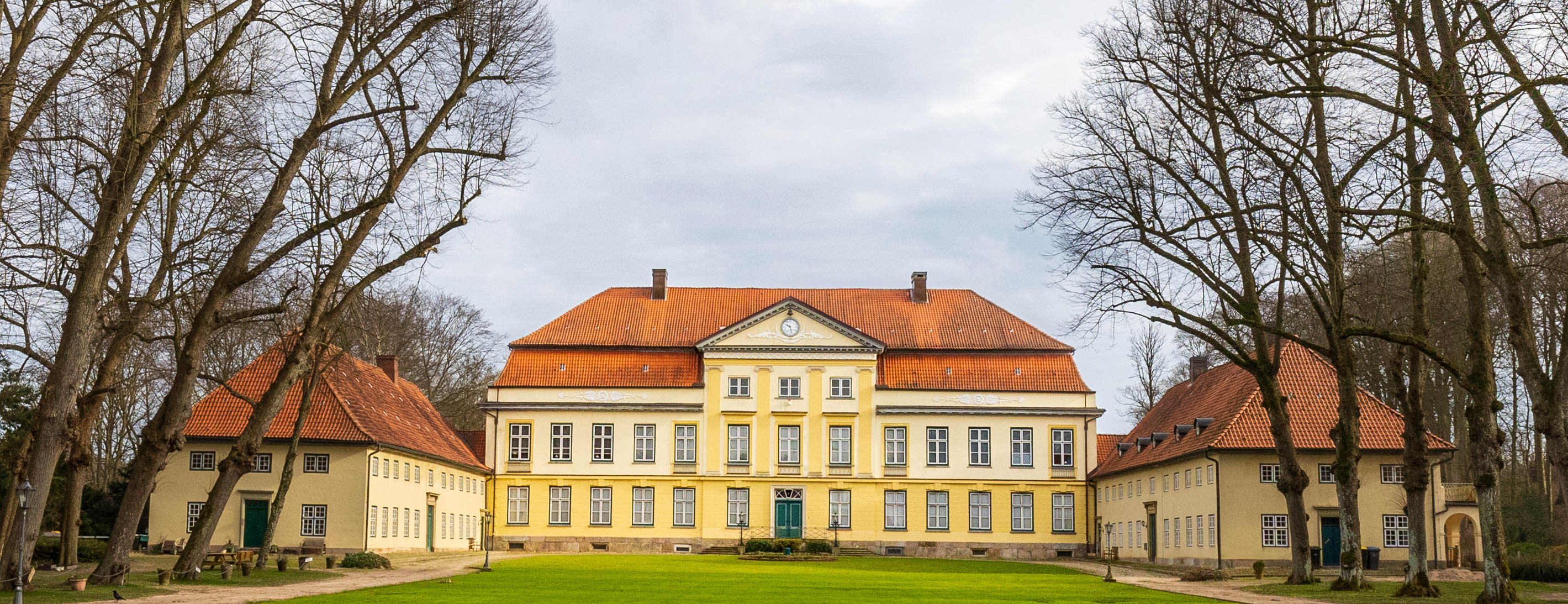
Das Herrenhaus
von der Hofseite aus gesehen

Das Herrenhaus wurde im spätbarocken Stil zwischen 1730 und 1745 erbaut und vom sächsischen Baumeister Carl Gottlob Horn (1734–1807) gegen Ende des 18. Jahrhunderts klassizistisch überformt. Es ist ein zweigeschossiger verputzter Backsteinbau mit Mansarddach. Das Gebäude hat 13 Achsen und zeigt auf der Hofseite einen dreiachsigen, zweieinhalbgeschossigen Risalit. Dieser ist durch ionische Kolossalpilaster gegliedert und weist einen flachen Dreiecksgiebel auf. Die Uhr im Giebel wurde im Zuge einer Putzerneuerung im Jahr 1850 eingesetzt. Das Erdgeschoss ist rustiziert, über dem ersten Stockwerk befindet sich ein attikaähnlicher Wandstreifen. Die Gartenseite ist insgesamt etwas schlichter ausgeführt. Dort hat der Risalit einen durchgehenden Balkon.
Zwei langgestreckte eineinhalbgeschossige Flügel schließen sich auf der Hofseite an und umgeben den Hof zusammen mit dem Hauptgebäude hufeisenförmig.

#### Inneres
Für die Umgestaltung des Herrenhauses Ende des 18. Jahrhunderts wurden neben Carl Gottlob Horn der Maler Giuseppe Anselmo Pellicia und der Stuckateur Francesco Antonio Tadey herangezogen. Unter die noch heute vorhandene barocke Stuckdecke des Festsaals im Obergeschoss wurden dabei eine niedrigere, klassizistische eingezogen.
Obwohl bis Anfang des 20. Jahrhunderts ein großer Teil der beweglichen Innenausstattung verloren ging, fanden große bauliche Veränderungen nicht statt, so dass die Räume in einem weitgehend originalgetreuen Zustand erhalten sind. Teile der Ausstattung wie eine Kopie des Porträts von Julia von Reventlow befinden sich im Emkendorf-Zimmer in Schloss Ahrensburg.
- Erdgeschoss

Vestibül mit toskanischen Säulen
Gartensaal mit Pilastergliederung, Grisaillemalereien und gemaltem Deckenstuck
Salon (Adlerzimmer) mit vier Supraporten mit römischen Landschaften
Schlafzimmer mit Deckenbild des Helios
Esszimmer mit angeschlossenem Frühstückszimmer und Wandmalereien
- Obergeschoss

ehem. Bibliothek mit Holzvertäfelung
Festsaal mit Parkettboden und Rokokostuckdecke
Blauer Salon mit blauer Wandverkleidung diente als Zimmertheater
Etruskisches Zimmer mit pompejanischem Dekor und klassizistischem Ofen
Telemachzimmer mit Grisaillemalerei aus dem Leben Telemachs
Speisezimmer mit mythologischen Szenen
Kabinett mit gemaltem Ausblick in eine Landschaft
mehrere Schlafzimmer

#### (Ehemalige) Sammlungsstücke
- Anton Raphael Mengs: Kopie nach Raffaels Schule von Athen (1752), heute Kunsthalle zu Kiel[4]
- Amor und Psyche, antike Marmorgruppe aus der Sammlung des Conte di Fede, um 1700 ergänzt durch Pierre Le Gros, 1796 bei Thomas Jenkins erworben; die Gruppe prägte das Vestibül des Herrenhauses; sie wurde 1929 in einem Lagerhaus neben dem Provianthaus in Rendsburg eingelagert und im Dezember 1931 dort mit anderen Kunstgegenständen aus Emkendorf durch Feuer zerstört, Abgüsse in Weimar und Mannheim.[5]
- Angelika Kauffmann: Friederike Juliane von Reventlow (1784), heute auf Schloss Gottorf
- zwei rot und blau bezogene Sitzgarnituren (Voyeuse, um 1780) aus der Pariser Werkstatt Adrien Pierre Dupain (tätig 1772–1806); ein Konsoltisch mit Kandelabern und Tischuhr, heute auf Schloss Gottorf[6]
- blaues Mobiliar und Gemälde, heute im Emkendorf-Saal auf Schloss Ahrensburg

### Die Pferdeställe
Die von Carl Gottlob Horn 1797–1802 errichteten Pferdeställe sind zwei einander gegenüberliegende eingeschossige Bauten am Eingang der Gutsanlage. Zum Gutseingang hin knicken sie rechtwinklig ab. Die unverputzten Backsteingebäude mit Walmdach haben einen eineinhalbgeschossigen dreiachsigen Mittelrisalit. Dieser ist durch Pilaster gegliedert.
An der Rückseite einer der Pferdeställe wurde 1855 eine Reithalle angebaut.

### Das alte Kuhhaus und die alte Scheune
Das alte Kuhhaus von 1730 ist ein langgestreckter Backsteinbau mit ursprünglich reetgedecktem Krüppelwalmdach. Während die südliche Stirnwand mit zwei Toren ursprünglich erhalten ist, wurde die nördliche Ende des 18. Jahrhunderts vermutlich von Carl Gottlob Horn neu gestaltet.
Die alte Scheune liegt dem Kuhhaus gegenüber. Es ist ein 1745 errichteter Backsteinbau mit ursprünglich reetgedecktem Krüppelwalmdach.

### Die alte Meierei
Das Gebäude stammt vermutlich ebenfalls von Carl Gottlob Horn und wurde nach 1791 errichtet. Es handelt sich um ein eingeschossiges backsteinernes Traufenhaus mit Krüppelwalmdach. Der Mittelteil ist zweigeschossig, rustiziert und wird von einem Flachgiebel abgeschlossen. Auf der Rückseite ist ein Wirtschaftsflügel angebaut.

### Das Gartenhaus
Das auch als Klein Emkendorf oder Claudiushaus bezeichnete Gartenhaus wurde 1796 von Carl Gottlob Horn errichtet. Matthias Claudius hat hier zeitweilig gewohnt. Es ist ein eingeschossiges Traufenhaus aus verputztem Backstein mit Krüppelwalmdach. Die Wände sind durch rustizierte Wandstreifen gegliedert, in der Mitte befindet sich eine klassizistische Eingangstür mit Oberlicht. Beidseitig schließen sich kleine, unverputzte backsteinerne Seitenflügel an.

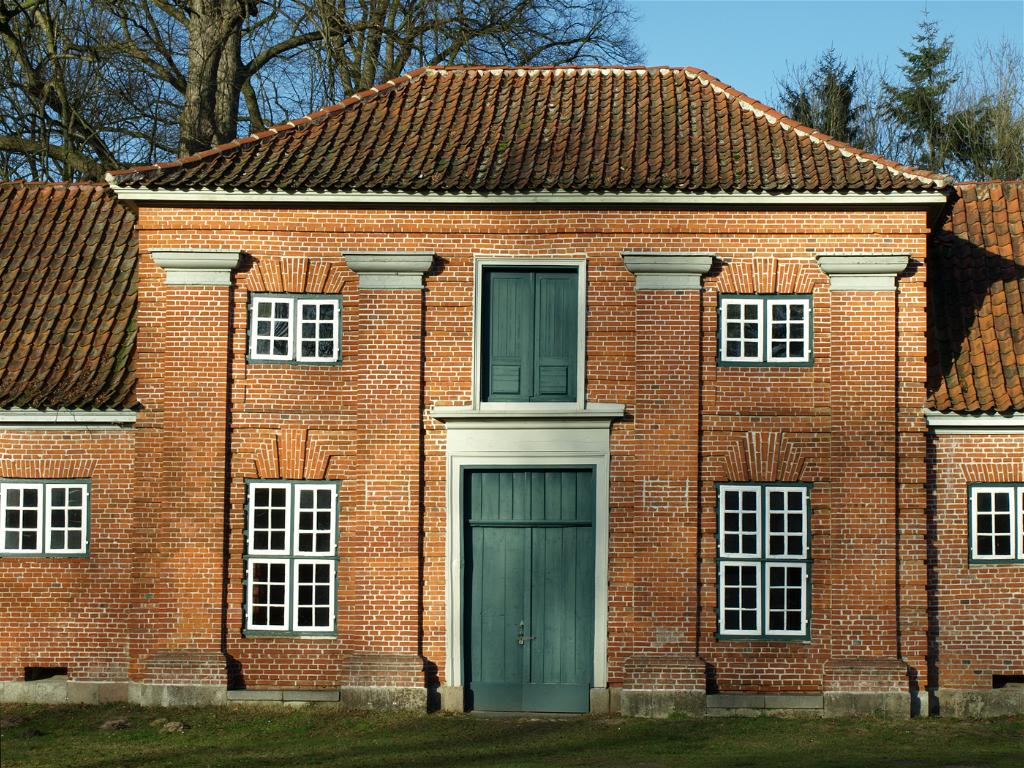
Mittelrisalit des Pferdestalls
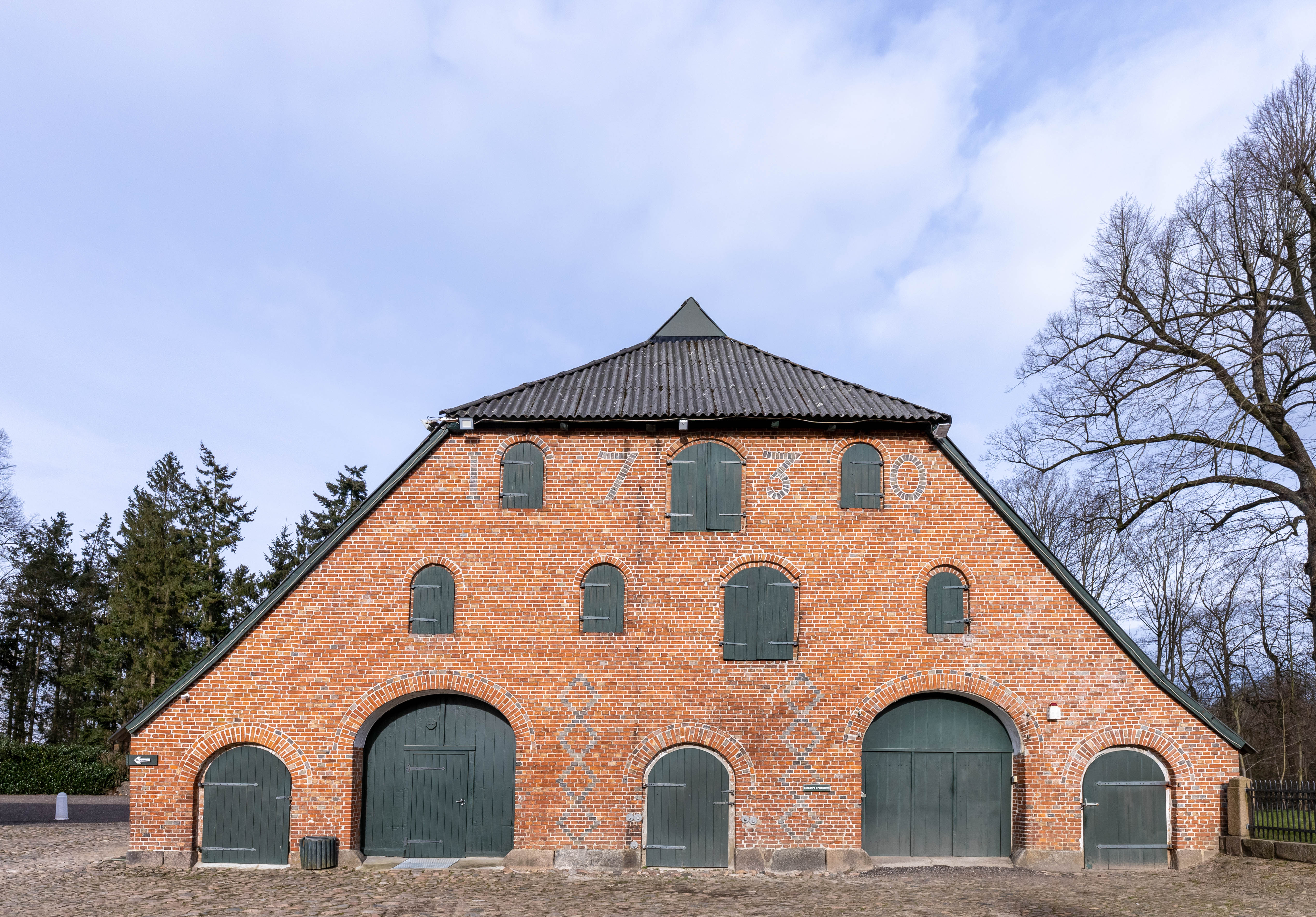
Altes Kuhhaus
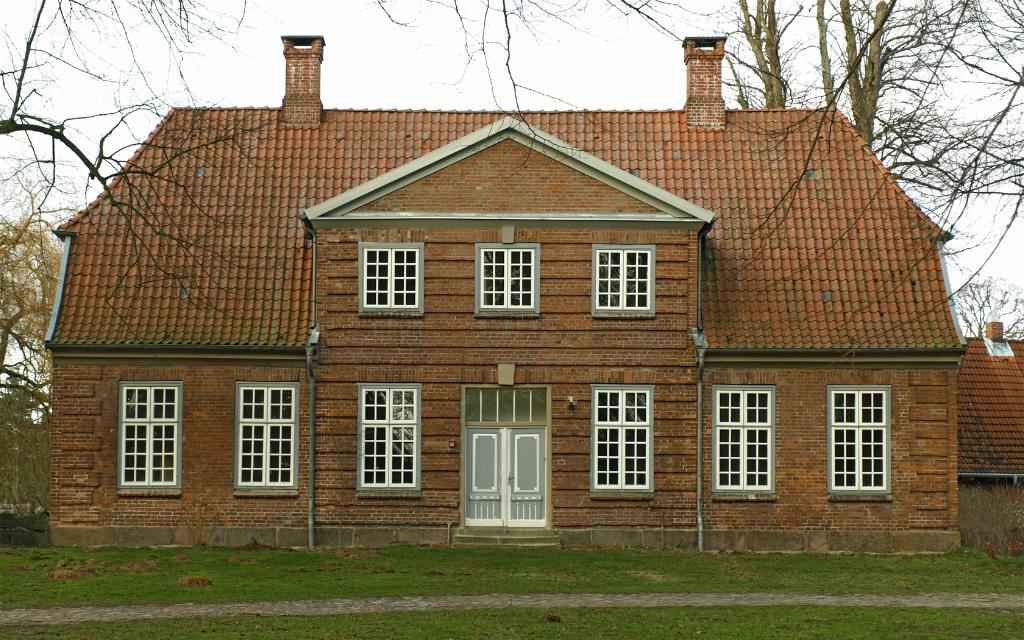
Meierei
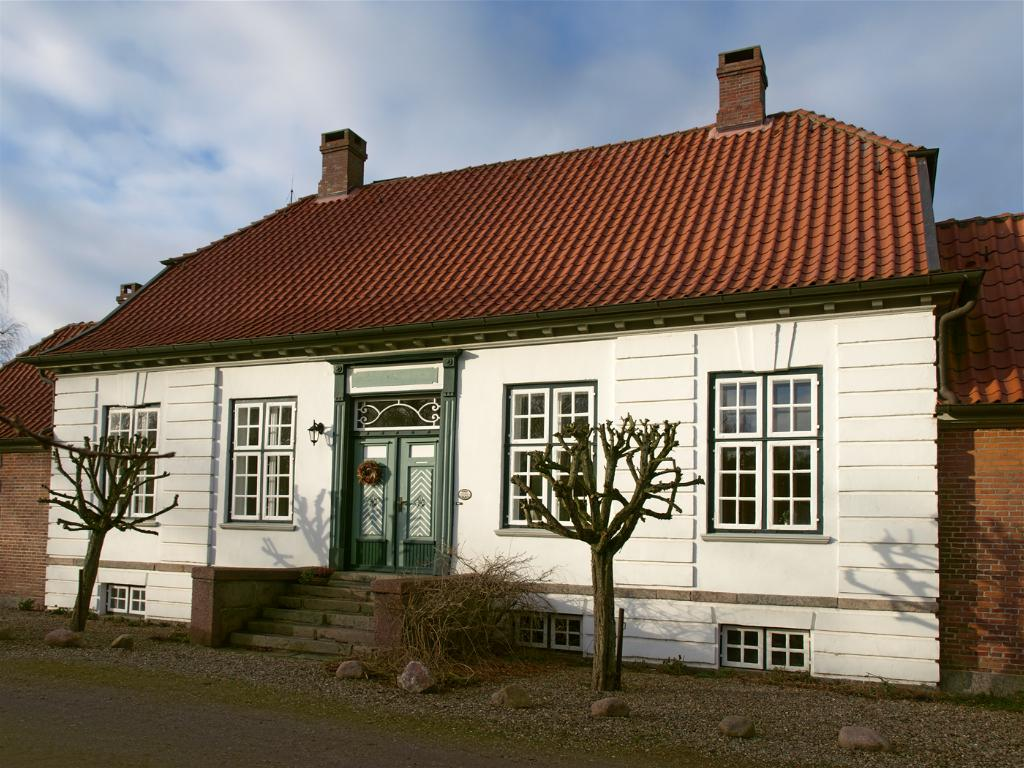
Gartenhaus
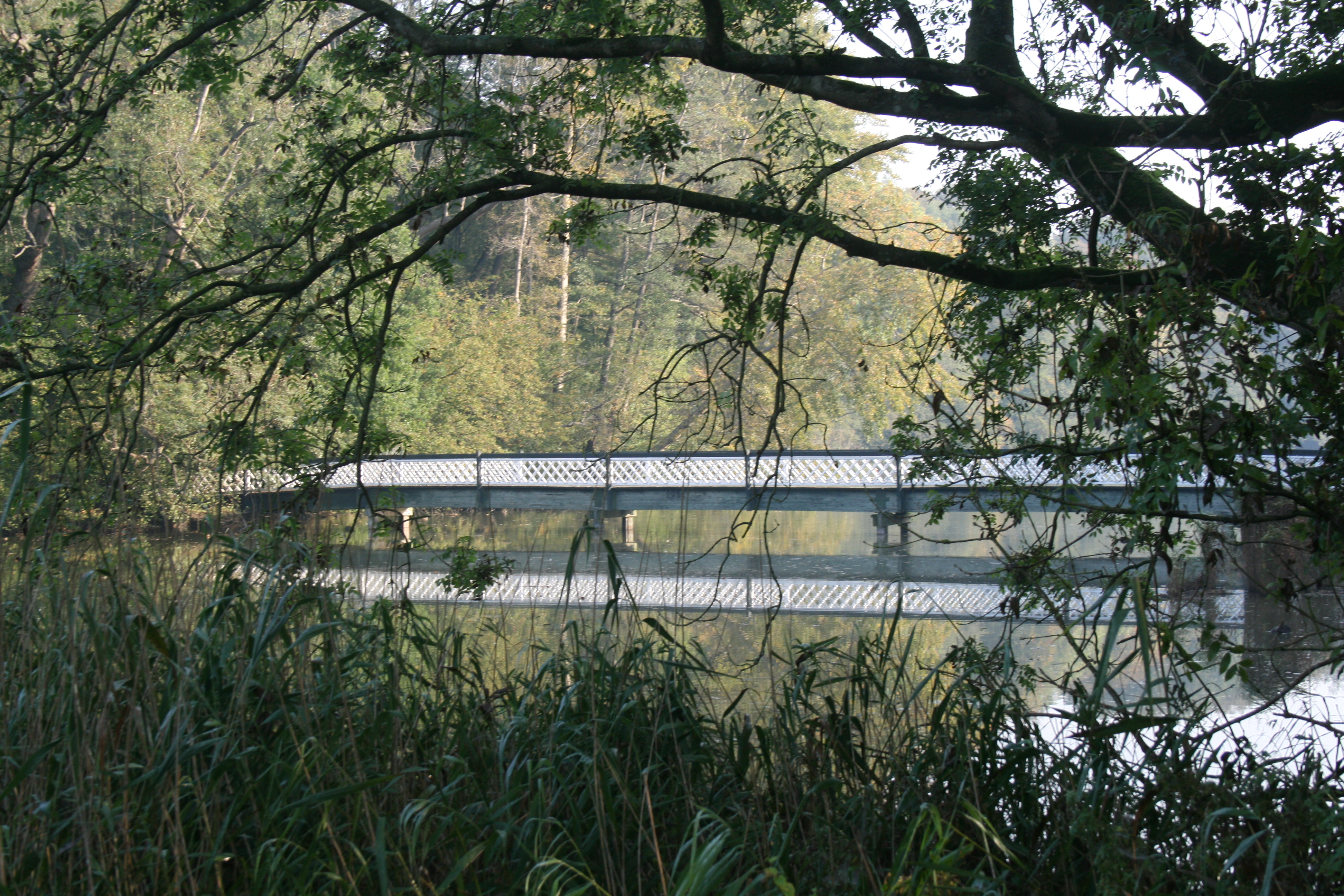
Brücke im Park

## Der Park
Die ursprünglich barocke Parkanlage wurde nach Plänen von Carl Gottlob Horn in einen Landschaftsgarten englischen Stils umgewandelt. Das geschah gleichzeitig mit der klassizistischen Umgestaltung des Hauptgebäudes Ende des 18. Jahrhunderts.
Von der Parkanlage sind heute nur noch Teile erhalten. Hinter dem Herrenhaus erstreckt sich eine Rasenfläche mit altem Baumbestand zwischen einer Anhöhe und dem Hasensee. Eine lange Brücke überspannt den See. Der Park ist zum großen Teil der Öffentlichkeit zugänglich.